# 小行星7904
小行星7904（英語：7904 Morrow）是一颗围绕太阳公转的小行星。1997年5月1日，林肯近地小行星研究小组在索科罗发现了此天体。
这颗小行星的绝对星等为66.61977024985708等。